# Here It Goes Again
«Here It Goes Again» es una canción de la banda estadounidense de rock OK Go, perteneciente a su segunda álbum de estudio, Oh No. Es el sencillo más popular de la banda, especialmente gracias a la enorme popularidad cosechada por su vídeo musical, publicado en YouTube el 31 de julio de 2006 que inmediatamente se convirtió en un auténtico fenómeno de Internet.
Es la tercera canción por orden presente en el álbum, precedida por «Do What You Want» y sucedida por «A Good Idea at the Time». Here It Goes Again incluye una única Cara B; una versión de la canción de The Cure titulada «The Lovecats», la cual fue previamente lanzada en el EP Do What You Want y como Cara B del sencillo «A Million Ways». 
"Here It Goes Again" fue la primera canción de OK Go en entrar en la lista Billboard Hot 100, alcanzando el número #38 en parte a su exitoso vídeo musical. En el videoclip, realizado como todos los demás del álbum con un presupuesto muy reducido, muestra a los cuatro miembros de la banda realizando un baile en cintas de correr. Tres horas después de su publicación en el canal de la banda, el vídeo se convirtió en uno de los vídeos con más audiencia de YouTube, con más de 52 millones de visitas hasta el día en el que fue retirado de su canal. 
Fuera de los Estados Unidos, "Here It Goes Again" alcanzó el puesto #36 en la lista UK Singles Chart el 1 de octubre de 2006, fue segundo en el Top 40 del Reino Unido y obtuvo el tercer puesto en la UK Top 75.

## Video musical
El video musical de la canción fue elaborado por la hermana de Damian Kulash, Trish Sie. En él aparecen los cuatro miembros de la banda, efectuando una rutina de baile sobre ocho cintas de correr en movimiento. Trish Sie, quien también había dirigido el vídeo «A Million Ways», decidió basarse en el primero para producir "Here It Goes Again".
Para grabarlo en una sola toma, hizo falta un total de 17 intentos para que la coreografía quedase a la perfección. Durante el rodaje, y al igual que en «A Million Ways», Tim Nordwind imita a Damian, haciendo playback a lo largo de la canción y siguiendo el formato de «C-C-C-Cinnamon Lips», en la que Tim también hace que canta. 
"Here It Goes Again" fue estrenado en YouTube el 31 de julio de 2006. En marzo de 2010, había sido visto más de 50 millones de veces, pero el vídeo fue retirado. El video fue resubido poco después, y en la actualidad posee más de 56 millones de visitas. Se estrenó en el Top 20 Countdown de VH1 ese mismo día, además de realizar el baile en vivo en los MTV Video Music Awards de 2006.
El vídeo musical ganó el premio Grammy al año siguiente dentro de la categoría "Premio Grammy a Mejor Vídeo Musical Corto". También obtuvo el primer puesto en la categoría "Vídeo Creativo" en la primera entrega de los YouTube Awards de 2006. En julio de 2011, fue nombrado uno de "Los 30 mejores vídeos musicales de todos los tiempos" por la revista Time.

## Otros medios
"Here It Goes Again" fue incluida dentro del repertorio de Rock Band, Guitar Hero 5 y SSX on Tour. El vídeo es imitado por Los Simpson en el episodio de decimonovena temporada Husbands and Knives, y por los dibujos animados 
"Los Padrinos Mágicos" y "Foster's Home for Imaginary Friends". También forma parte del estreno de la sexta temporada de la serie cómica estadounidense Scrubs.

## Listado de las pistas

### UK / AU CD Single
1. «Here It Goes Again»

2. «The Lovecats»

### UK one-sided 7" Single
1. «Here It Goes Again»